# Femme au miroir
Femme au miroir est une sculpture de Julio González créée à Paris entre 1936 et 1937. Elle fait actuellement partie de la collection de l'Institut valencien d'art moderne,.

## Historique
L'œuvre a été créée dans le contexte de la guerre civile espagnole à Paris, où González vivait depuis 1899. Cette œuvre est l'une des deux que l'artiste a proposées pour le Salon espagnol de l'Exposition universelle de 1937, mais les organisateurs ont opté pour Montserrat.

## Description
L'œuvre entre dans la catégorie créée pour la sculpture abstraite en fer appelée dessin dans l'espace.
Jusqu'alors, González avait réalisé des œuvres sculpturales de petite taille, mais ici, il adopte une taille proche de l'échelle humaine.
Il y utilise le vide et les lignes géométriques, les parties inachevées et synthétiques. Avec différentes pièces assemblées par soudure autogène (faite sans autre matière que les deux parties à souder) pour construire des plans et des volumes, il incorpore le vide pour unir l'espace et la matière.
La partie supérieure de la sculpture qui rappelle une faucille représente le bras de la femme qui se coiffe. Les cheveux tombent dans deux dimensions totalement différentes. Dans la partie inférieure des jambes, les assemblages ressemblent à un collage.
La sculpture est réalisée à l'aide d'un assemblage audacieux, non limé. Au moyen d'un langage cubiste avec des allusions figuratives, l'auteur représente le sexe féminin comme une femme-maîtresse, l'un des symboles des surréalistes.
C'est le chef-d'œuvre en fer de Julio González.